# Jakša Zlatar
Jakša Zlatar, prof. art. (Šibenik, 1947.), hrvatski pijanist, glazbeni pedagog, psiholog i sociolog.

## Životopis
Diplomirao je i magistrirao klavir na Muzičkoj akademiji u Sveučilišta u Zagrebu (klasa prof. Ladislava Šabana), a također je diplomirao psihologiju i sociologiju na Filozofskom fakultetu u Zagrebu. Klavir je usavršavao na konzervatoriju Santa Cecilia u Rimu te na brojnim seminarima, između ostalih kod Alda Ciccolinija.
Na Odsjeku za klavir, orgulje i čembalo Muzičke akademije Sveučilišta u Zagrebu djeluje od 1979. kao nastavnik klavira i metodike nastave klavira. Godine 2017. odlazi u mirovinu, ali nastavlja raditi kao honorarni profesor na akademijama u Zagrebu i Puli. Od 1996. do 2016. godine predavao je klavir i metodiku i na Glazbenoj akademiji Sveučilišta u Ljubljani, gdje je vodio i poslijediplomski studij iz metodike (pod njegovim je mentorstvom magistriralo šest studenata, dok je jedna studentica stekla doktorat). Također je bio i voditelj kolegija metodike na akademiji u Splitu. U okviru Bolonjske reforme uveo je na zagrebačkoj akademiji dva nova predmeta: Upoznavanje klavirske literature i Analiza interpretacija.
U njegovoj je klasi u Zagrebu i Ljubljani diplomiralo više od 50 studenata od kojih danas mnogi rade po muzičkim školama u Hrvatskoj i inozemstvu. Tijekom 1990-ih bio je prodekan Muzičke akademije za mandata tri dekana (Prerad Detiček, Kristijan Petrović i Igor Gjadrov), a od 2008. do 2017. bio je pročelnik klavirskog odsjeka.
Jakša Zlatar autor je metodičkih radova, od kojih ističe "metodičku trilogiju": Metodika klavira (1987., 2. prošireno izdanje 2017.), Uvod u klavirsku interpretaciju (1. izdanje 1989., 2. prošireno izdanje 2016.; knjiga je prevedena na engleski, slovenski i albanski) i Odabrana poglavlja iz metodike nastave klavira (2015.). U travnju ove godine tiskan je udžbenik Povijest klavirske literature 1. dio, Renesansa, barok i pretklasika. Autor je i mnogih članaka u stručnim časopisima te recenzija, prikaza i popularnih članaka u časopisima, na radiju i televiziji. Osim pisanja knjiga iz klavirske pedagogije i povijesti klavirske literature, redigirao je i objavio nekoliko skladbi, među ostalima Prvu sonatu za violinu i klavir Anđelka Klobučara (1998.) koju je izveo na brojnim koncertima te snimio s violinistom Volodjom Balžalorskym.
Uz koncertiranje, prof. Zlatar održava seminare te je član žirija na domaćim i međunarodnim pijanističkim natjecanjima. Od 1995. do 1998. vodio je Eptinu pijanističku školu u Dubrovniku, a od 2003. održava ljetnu školu u Pučišćama na Braču. Bio je jedan je od utemeljitelja i dugogodišnji tajnik EPTE Hrvatske te osnivač udruge Hrvatska glazbena scena mladih. Član je Hrvatskog društva glazbenih umjetnika i Hrvatskoga društva glazbenih i plesnih pedagoga kojemu je bio predsjednik jedan mandat (1991. – 1994.). Jedan je od osnivača[nedostaje izvor] časopisa glazbenih pedagoga Tonovi, gdje je bio i zamjenik glavnog urednika. Dugi niz godina bio je član povjerenstva za polaganje stručnih ispita za učitelje klavira te recenzent u izradi nastavnih programa (za klavir) za niže i srednje glazbene škole.
Godine 2017. dobio je Nagradu za životno djelo Hrvatskog društva glazbenih i plesnih pedagoga.